# 서울중랑경찰서
서울중랑경찰서(서울中浪警察署, Seoul Jungnang Police Station)는 서울특별시경찰청이 관할하는 경찰서다.

## 연혁
- 1973년 12월 19일, 태릉경찰서 개서(開署)[3]
- 1990년 9월 19일, 노원경찰서 신설에 따른 관내 13개 파출소로 이관
- 1990년 10월 5일, 중랑경찰서로 개칭 (관내 17개 파출소 운영)
- 2001년 2월 27일, 서울중랑경찰서로 개칭
- 2003년 8월 1일, 6개 지구대[4]와 12개 치안서비스센터로 조직 개편

## 조직
| - 부속실 - 청문감사관 - 경무과 - 생활안전과 | - 여성청소년과 - 수사과 - 형사과 | - 경비교통과 - 정보과 - 보안과 |

## 관할 파출소 및 지구대
서울중랑경찰서는 4개 지구대와 4개 파출소를 산하에 두고 있다.
| 명칭           | 사진 | 주소                     | 관할구역           | 치안센터                             |
| -------------- | ---- | ------------------------ | ------------------ | ------------------------------------ |
| 망우지구대     |      | 망우로 391 (망우동)      | 망우본·3동 일부    | 망우1치안센터 망우3치안센터 망우초소 |
| 용마지구대     |      | 동일로 566 (면목동)      | 면목4·5·7동        | 면목4치안센터 면목7치안센터          |
| 봉화지구대     |      | 신내로 177 (신내동)      | 상봉1동, 신내1·2동 |                                      |
| 상봉파출소     |      | 중랑천로 69 (면목동)     | 상봉2동, 면목2동   |                                      |
| 먹골파출소     |      | 숙선옹주로7길 1 (묵동)   | 묵1·2동            |                                      |
| 중화지구대     |      | 중랑천로 146 (중화동)    | 중화1·2동          | 중화1치안센터                        |
| 면목본동파출소 |      | 상봉로 27 (면목동)       | 면목본·3·8동 일부  | 면목1치안센터                        |
| 면목삼팔파출소 |      | 사가정로41길 45 (면목동) | 면목3·8동 일부     | 면목8치안센터                        |

## 같이 보기
- 서울특별시지방경찰청